# Phế tích Giao Hà

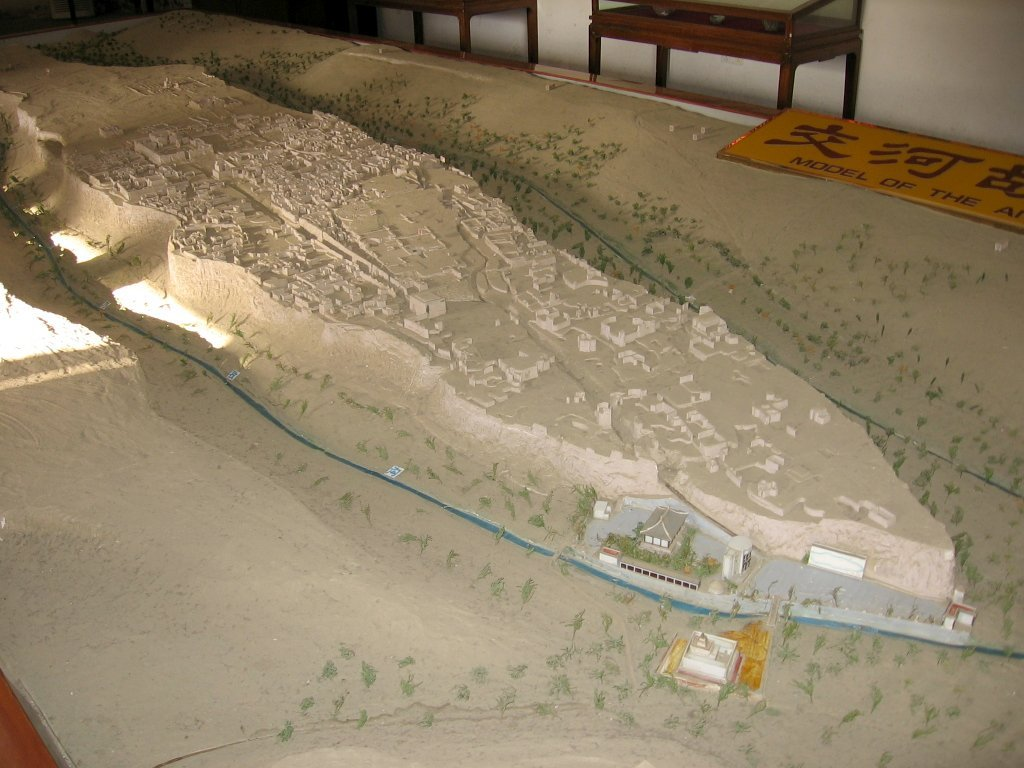
Mô hình về vị trí của Giao Hà, một cao nguyên có hình chiếc lá

Giao Hà hay Yarkhoto là một tòa cổ thành nằm ở thung lũng Yarnaz, cách thành phố Turfan 10 km về phía Tây thuộc khu tự trị Duy Ngô Nhĩ Tân Cương. Đây là một pháo đài nằm trên đỉnh một vách đá dốc đứng, trên một cao nguyên có hình dáng như chiếc lá, nằm giữa hai thung lũng sông sâu. Viện nghiên cứu Di sản Văn hóa Quốc gia Nara và Cục Di sản văn hóa Tân Cương đã hợp tác trong một dự án để bảo tồn các di tích của Giao Hà từ năm 1992.

## Lịch sử
Trong số những người dân định cư đầu tiên của khu vực này là những người Tochari (Thổ Hỏa La) thuộc Hệ ngôn ngữ Ấn-Âu, tại lòng chảo Tarim và lưu vực Turfan lưu vực từ trước năm 1800 TCN. Từ năm 108 TCN đến năm 450, Giao Hà là kinh đô của các vương quốc Tiền Gushi (tiếng Trung giản thể: 车师; tiếng Trung phồn thể: 車師, Hán Việt: Xa Sư), đồng thời với triều đại nhà Hán, Tấn, và Nam-Bắc triều ở Trung Quốc.
Đây cũng chính là một địa điểm quan trọng dọc theo Con đường tơ lụa, tuyến đường thương mại về phía tây, và giáp với các vương quốc Korla (Khố Nhĩ Lặc) và Karasahr (Yên Kỳ) ở phía Tây. Từ năm 450 đến 640, nó thuộc quận Cao Xương của vương quốc Cao Xương, và năm 640 nó đã được nhà Đường đổi thành huyện Giao Hà. Từ năm 640 đến 658, nó là nơi đóng trị sở của An Tây đô hộ phủ, tiền đồn quân sự cao nhất Trung Quốc đóng ở miền tây. Từ đầu thế kỷ 9, nó đã trở thành huyện Giao Hà của người Cao Xương Hồi Cốt, cho đến khi vương quốc của họ bị người Kyrgyz chinh phục vào năm 840.
Thành phố được xây dựng trên một "hòn đảo" lớn có chiều dài 1.650 mét, rộng tới 300 mét (chỗ rộng nhất) ở giữa một con sông hình thành hàng rào tự nhiên, đây chính là lý do mà thành phố không hề có bất cứ một bức tường bảo vệ nào. Thay vào đó, vách đá dựng đứng cao hơn 30 mét phía bờ sông đã trở thành bức tường tự nhiên. Cách bố trí của thành phố có khu dân cư phía đông và phía tây, trong khi phía Bắc dành cho các đền thờ và tháp Phật giáo. Cùng với đó là một nghĩa trang rất đáng chú ý và những tàn tích của một phủ làm việc lớn ở phần phía đông nam. Ước tính dân số tại đây là khoảng 7.000 theo thống kê dưới triều đại nhà Đường. Thành phố bị bỏ rơi sau khi nó bị phá hủy trong một cuộc xâm lược của quân Mông Cổ do Thành Cát Tư Hãn chỉ huy vào thế kỷ 13.
Các di tích được quan tâm bởi các nhà khảo cổ học và nhà thám hiểm Aurel Stein, người đã mô tả lại "một mê cung của những ngôi nhà đổ nát và đền thờ được chạm khắc xây dựng từ hoàng thổ". Di chỉ khảo cổ đã được khai quật một phần trong những năm 1950 và đã được bảo vệ bởi Chính phủ Trung Quốc kể từ năm 1961.  Hiện nay, chính phủ Trung Quốc và các tổ chức đang cố gắng để bảo vệ địa điểm khảo cổ này cũng như các thành phố, di tích khác trên con đường tơ lụa. Điều này bước đầu đã thành công khi Giao Hà trở thành một trong số 22 địa điểm của Trung Quốc được công nhận là Di sản thế giới vào năm 2014 dưới tên Con đường tơ lụa: Mạng đường Trường An - Hành lang Thiên Sơn.